# John Hill (officier de la Royal Navy)
Pour les articles homonymes, voir Hill et John Hill (homonymie).
Sir John Hill, né en 1774 et mort le 20 janvier 1855 à Deal, est un officier de la Royal Navy qui a servi durant la guerre d'indépendance des États-Unis, les guerres de la Révolution française et les guerres napoléoniennes. Il est par exemple l'un des officiers du HMS Minotaur à la bataille d'Aboukir.